# Heath, Ohio
Heath là một thành phố thuộc quận Licking, tiểu bang Ohio, Hoa Kỳ. Năm 2010, dân số của thành phố này là 10310 người.

## Dân số
- Dân số năm 2000: 8527 người.
- Dân số năm 2010: 10310 người.